# Araneus ginninderranus
Araneus ginninderranus là một loài nhện trong họ Araneidae.
Loài này thuộc chi Araneus. Araneus ginninderranus được Charles Denton Dondale miêu tả năm 1966.